# Impasse Mousset
L'impasse Mousset est une voie située dans le quartier de Picpus du 12e arrondissement de Paris.

## Situation et accès
Elle débute au no 81 rue de Reuilly et se termine en impasse.
L'impasse Mousset est accessible par la ligne de métro 8 à la station Montgallet.

## Origine du nom
Elle tient son nom du peintre du XIXe siècle Pierre-Joseph Mousset.

## Historique
Cette impasse donnant sur la rue de Reuilly est historiquement un lieu où se trouvaient de nombreux petits artisans et ateliers divers. Un certain nombre de ces ateliers ont été transformés à la fin des années 1990 en maisons d'habitation et en lofts.

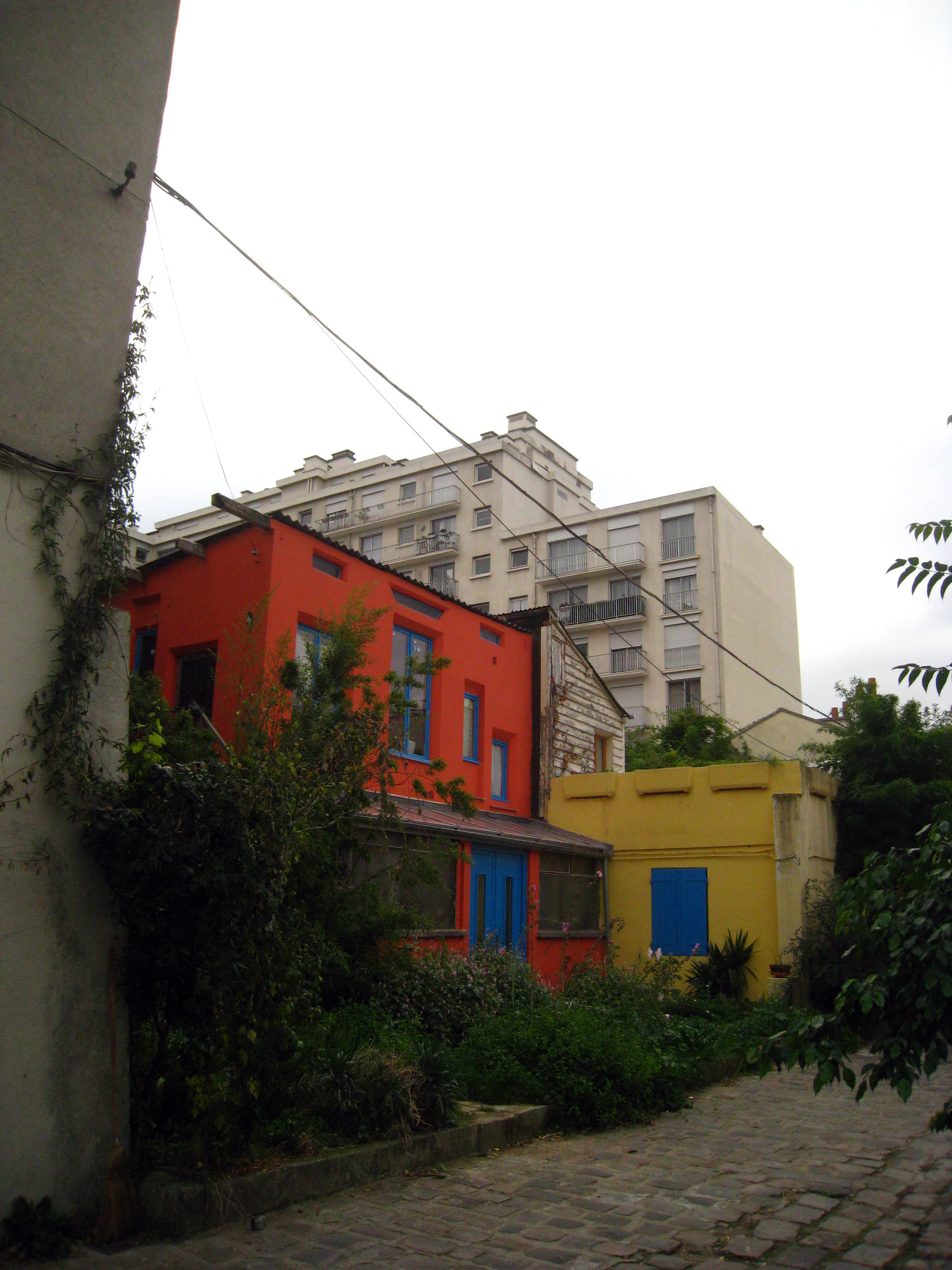
Des anciens ateliers transformés en maisons.
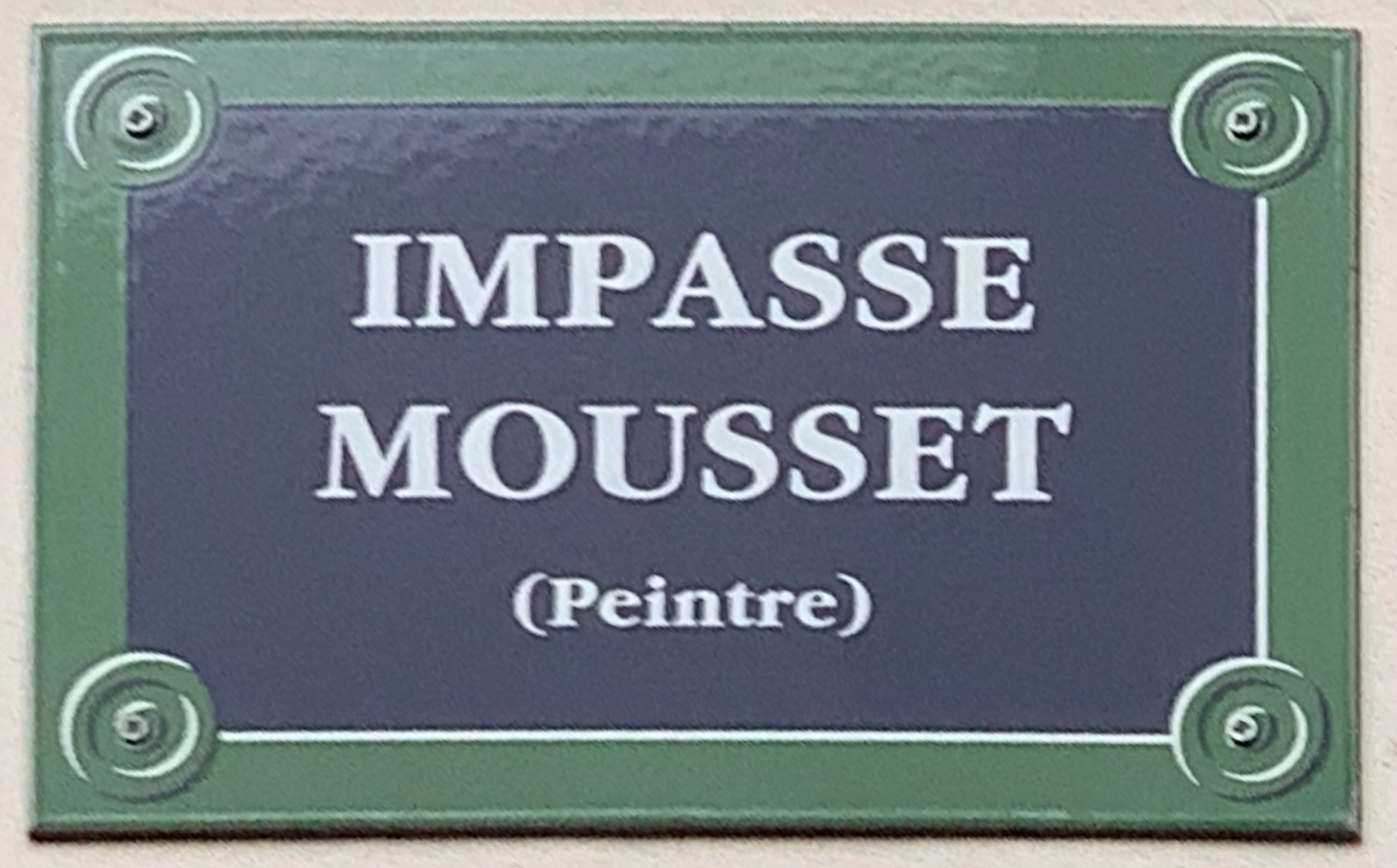
Plaque de l'impasse.